# Etropus cyclosquamus
Etropus cyclosquamus is een straalvinnige vissensoort uit de familie van schijnbotten (Paralichthyidae). De wetenschappelijke naam van de soort is voor het eerst geldig gepubliceerd in 1986 door Leslie & Stewart.